# Seitzweiler
Seitzweiler ist ein Ortsteil von Haupersweiler in der Gemeinde Freisen im saarländischen Landkreis St. Wendel. Seitzweiler liegt unweit der Grenze zu Rheinland-Pfalz und schließt unmittelbar südlich an Haupersweiler an. Seitzweiler befindet sich im Ostertal, unmittelbar am rechten Ufer der Oster, deren Wasser früher die Eller-Mühle und die Valentins-Mühle versorgte.
Die Höhe über dem Meeresspiegel beträgt 315 m. In Seitzweiler befindet sich eine Kläranlage mit 2 Pumpstationen an der L 122 mit einem Einzugsgebiet von 3.400 Einwohnern.
Im 15. Jahrhundert werden Seitzweiler, Haupersweiler und Linxweiler bereits erwähnt.
Bald darauf kam der Ort, wie auch die meisten weiteren Ortschaften des „Königreichs“, in den Besitz von Nassau-Saarbrücken. 1795 wurde die Gegend französisch, 1816 kam Seitzweiler an das kurzlebige, sachsen-coburg-gothaische Fürstentum Lichtenberg, ehe es 1834 preußisch wurde.
Seitzweiler war stets eng mit Haupersweiler verbunden, das auch die zuständige (katholische) Kirchgemeinde für den Ort war.
Seitzweiler verfügt über eine Bushaltestelle an den Buslinien nach Ottweiler, Kusel und St. Wendel und über einen Haltepunkt der Ostertalbahn, heute Museumsbahn zwischen Ottweiler und Schwarzerden. Markant ist das Viadukt in Seitzweiler – eine gestelzte mit Sandstein verkleidete Rundbogenbrücke mit vier Bögen, eines der größten Brückenbauwerke der Ostertalbahnstrecke, das mit einer Gesamtlänge von 83 m und in einer Höhe von 20 m das Tal der Oster überspannt.